# Панкратій Печерський
Панкра́тій Пече́рський (13 століття, Київ) — православний святий, ієромонах Печерського монастиря. Преподобний. Пам'ять 10 вересня н. ст. і 22 лютого.
Відомо, що прп. Панкратій був ієромонахом Лаври і мав дар чудотворення: зціляв хворих молитвою, постуванням і помазанням єлею.
Його мощі спочивають у Дальніх печерах.